# 仪亲王府
仪亲王府是位于中国北京市西城区府右街137号的清朝仪亲王永璇及其后人的府第。

## 历史
仪亲王永璇是乾隆帝的第八子，乾隆四十四年（1779年）获封仪郡王，嘉庆四年（1799年）晋封仪亲王，道光十二年（1832年）逝世。其长子绵志袭封仪郡王。故该府也称“仪郡王府”。永璇后人逐代降爵，到第五代毓祺于光绪二十八年（1902年）袭封镇国公。
《啸亭续录》载：“仪亲王府在长安街，系耿仲明宅。”《京师坊巷志稿》载：“王讳永璇，高宗八子，谥曰慎。今其孙贝勒奕絪袭封，府在街北，院宇宏邃，林亭尤美。”
该府于乾隆四十四年（1779年）在靖南王耿仲明宅的基础上改建而成，耿仲明之孙耿精忠因参与“三藩之乱”而于康熙二十年（1682年）被处死，宅邸被查没。后该宅被赐给永璇。位于府右街西南的一处梯形院落为主要建筑，该院落南宽北窄，东部随灰厂街（府右街）的走势而呈斜线，西到荷包巷，大门在东南角，自大门到后罩楼共有五进院落。永璇按照王府规制进行改建时，将荷包巷以西的地盘扩进府内，并修建了庭园。今府右街以西，西长安街以北，西到北京电报大楼所在地，北到北安里附近，皆属该府的范围。
光绪三十二年（1906年），清廷在该府址改建邮传部、銮舆卫（宣统年间由銮仪卫改称），仪亲王的后人毓祺被清廷迁至西直门内大街路北的祺公府居住。
中华民国初年，此处改为北京政府交通部、财政部。后来，这里又改成了北平广播电台、冀北电力公司的所在地。1949年后，曾为北京市人民政府使用。现在该府原址上的主要单位是中共中央宣传部（西长安街5号）、北京市文化局（西长安街7号）。

## 建筑
该府坐北朝南，东为府邸，西为花园。其中，花园早已被拆除。该府大部分建筑已拆除，仅存东部的二进四合院、一段府邸隔墙和阁楼，由中共中央宣传部管理使用。今北京市文化局院内残存的游廊和楼阁一般认为是仪亲王府花园的遗存。